# Melissa Jaffer
Melissa Jaffer (1 de diciembre de 1936) es una actriz australiana de cine y televisión.

## Carrera
Jaffer ha realizado numerosas apariciones en series de televisión, incluyendo a Kings, Mother and Son, G. P., Brides of Christ, Grass Roots y All Saints. Es reconocida a nivel internacional por su papel de Utu-Noranti Pralatong en la serie de ciencia ficción Farscape. En 1976, Jaffer compartió la primera posición junto a Jacki Weaver en los premios AACTA como mejor actriz de reparto por su actuación en la película Caddie. 
En 2015 interpretó el papel de "guardiana de las semillas" en la película de temática posapocalíptica Mad Max: Fury Road, protagonizada por Tom Hardy y Charlize Theron.